# Prkošín
Prkošín je osada v okrese Strakonice v Jihočeském kraji. Je součástí městysu Čestice. Její území spadá pod dvě katastrální území: většina připadá k. ú. Počátky u Volyně, avšak domy čp. 92, 93 a 94 náleží již katastrálnímu území Čestice.
Osada se nachází asi 5 km západně od Volyně a asi 13,5 km jihozápadně od Strakonic. Je zde registrováno 23 čísel popisných. Nachází se zde kaple, malá vodní nádrž a tři malé rybníčky, protéká tudy Nuzínský potok (pravostranný přítok Peklova), prochází tudy silnice III/1705, která vychází ze silnice III/1704 a v Prkošíně končí jako slepá ulice.